# Paul Young
Paul Antony Young (* 17. ledna 1956 Luton) je anglický zpěvák, skladatel a hudebník. Dříve byl frontman kapel Kat Kool And The Kool Cats, Streetband a Q-Tips, poté byl následným sólovým úspěšným zpěvákem z osmdesátých let. Mezi jeho hity patří „ Love Of The Common People“, „Wherever I Lay My Hat“, „Come Back And Stay“, "Every Time You Go Away“ a „Everything Must Change“, to vše dosáhlo 10 nejlepších britských singlů. V roce 1983, vydal jeho debutové album No Parlez, se dostalo jako první ze tří alb britské jedničky. Jeho příjemný a oduševnělý hlas patřil k žánru známému jako „blue-eyed soul“. Na britských cenách v roce 1985 získal Young cenu za nejlepšího britského muže. V USA, píseň „Every Time You Go Away“, dosáhl číslo jedna na Billboard Hot 100 v roce 1985. Také vyhrálo nejlepší britské video na Brit Awards v roce 1986. V červenci 1985 se Young objevil na Live Aid na stadionu Wembley v Londýně.